# Ella Shields
Ella Shields (nacida Ella Catherine Buscher; 27 de septiembre de 1879 - 5 de agosto de 1952) fue una cantante de music hall e imitadora masculina. Su famosa canción, "Burlington Bertie from Bow", una parodia de "Burlington Bertie" de Vesta Tilley, escrita por su tercer marido, William Hargreaves, fue un éxito inmediato. A pesar de haber nacido en Estados Unidos, Shields logró mayor éxito en Inglaterra.

## Antecedentes y primeros años
Ella Catherine Buscher nació en Baltimore, Maryland, el 26 de septiembre de 1879. Fue educada en South Bend, Indiana.En honor a su abuela paterna, tomó el nombre artístico de "Ella Shields" en 1898.
Se casó con John Thomas Keaveney el 24 de noviembre de 1895 en Manhattan. El matrimonio terminó en divorcio. Su segundo matrimonio fue con Theodore Darwin Middaugh, director de giras teatrales y músico de Friendship, Nueva York. Algunas fuentes dicen que fue el 20 de octubre de 1898, mientras que otras dicen que fue el 20 de octubre de 1900. Tuvo una hija, Susan Catherine Middaugh, el 15 de septiembre de 1899 en Friendship, Nueva York. Ella y Middaugh se divorciaron el 13 de abril de 1904. Susan Middaugh se crio en la Amistad. Ella hizo viajes bastante regulares a Buffalo, Nueva York, para actuar y visitarla durante toda su vida. El tercer matrimonio de Ella, con el compositor William Hargreaves, fue en 1906, después de que ella se mudara a Inglaterra. Se divorció de Hargreaves en 1923. Se casó por cuarta vez el 7 de marzo de 1924. Fue con un hombre más de 20 años menor que ella, Frederick S. Buck, en Nueva York, durante una breve gira por tres ciudades de Filadelfia, Nueva York y Buffalo. Es posible que todavía estuviera casada con Buck en el momento de su muerte en 1952.

## Carrera
Shields comenzó su carrera en 1898, cantando y bailando vodevil con sus hermanas. En 1904, un buscador de talentos la atrajo a Londres, donde fue anunciada como el "Ruiseñor del Sur". En 1906 se casó con el compositor William Joseph Hargreaves en Lambeth, Londres. En 1910 apareció en la noche inaugural del London Palladium. Fue en ese momento cuando se convirtió en una imitadora masculina. La historia cuenta que una noche de 1910, Shields asistía a una fiesta en la que artistas de music-hall actuaban unos para otros. La mitad de un acto musical de dos hombres estaba enfermo y Shields se puso pantalones para reemplazarlo. Este cambio improvisado de pantalones resultó ser el punto de inflexión de su carrera y rara vez volvió a usar vestidos en el escenario.

Con cabello castaño ondulado y vestida como un joven en traje de noche, tocando nerviosamente su corbata blanca, tenía una figura muy encantadora y alegre... y aunque adoptó las ropas andrajosas y el sombrero de copa desgastado de la tradicional "oleada destrozada". En el acto lo hizo con una diferencia, haciendo de lo que podría haber sido una comedia ordinaria algo delicado y, a su manera, casi conmovedor.
Obituary, The Times

En 1915, Hargreaves escribió " Burlington Bertie from Bow ", una canción cómica sobre un londinense sin un centavo que adopta los modales de un caballero adinerado. Era una parodia de una canción anterior, llamada simplemente " Burlington Bertie ", escrita por Harry B. Norris y hecha famosa por Vesta Tilley. Shields cantó la canción, vestido con un sombrero de copa y un frac ligeramente estropeados, en el papel de Burlington Bertie "él mismo". Realizó giras por todo el mundo en este papel, incluidas apariciones en el ahora demolido Maryland Theatre de Baltimore en 1924 y 1926. La personalidad de Bertie la persiguió por el resto de su vida y era conocida tanto como Bertie como Ella. Ella y Hargreaves se separaron en 1916 y se divorciaron en 1923. 
La Gran Depresión trajo tiempos difíciles para muchos artistas, incluida Shields, que anunció su retiro en 1929. Pasó un tiempo trabajando en una joyería Macy's en Nueva York. Después de un período de actuación sin gran relevancia, un espectáculo de reunión de music-hall llamado Thanks for the Memory volvió a poner a "Bertie" en el centro de atención. Este espectáculo se presentó en toda Inglaterra durante más de tres años, desde 1947 hasta 1952.
Shields trabajó con muchas estrellas a lo largo de los años, incluida una muy joven Julie Andrews a finales de la década de 1940 con quien compartió el mismo cartel de una actuación del Royal Command. Julie Andrews rinde homenaje a Shields en su propio espectáculo individual y ha grabado la famosa canción de Shields "Burlington Bertie from Bow". Julie Andrews puede que haya utilizado a Shields como modelo a seguir para "Victor" en la película y el musical teatral Victor/Victoria.

## Muerte
En agosto de 1952, un septuagenario Shields actuó en el norte de Inglaterra. Su muerte fue dramática. Cantando su canción característica, en lo que sería su último show, en lugar de la tradicional línea de apertura "I'm Burlington Bertie", comenzó con "I was Burlington Bertie". Después de terminar la canción se desplomó en el escenario y murió tres días después, sin haber recuperado el conocimiento, en Lancaster, Lancashire, el 5 de agosto de 1952. Su cuerpo fue incinerado en el Crematorio Golders Green de Londres. Comparte una placa conmemorativa con la estrella del music hall Nellie Wallace en el patio del crematorio.

## Repertorio
Sus canciones estaban relacionados con su personificación masculina, que a menudo era con un atuendo militar. Algunas de sus canciones incluyen:
- "Burlington Bertie de Bow "
- "Baa Lambs"
- "I'm Walking 'round the World"
- " Don't Admire the Girl in White (In the Army)"
- " Oh! It's a Lovely War"
- "Coo-ee"
- "Stick to London Town
- "Adeline"
- "The King's Navee"
- "What a Difference the Navy's Made to Me"
- "Why Did You Creep into My Heart?"
- "Why Did I Kiss That Girl?"
- "I'm Not There At All"
- "All the Nice Girls Are in the Ballroom"
- " Show Me the Way to Go Home "
- "When the Bloom Is on the Heather"
- " If You Knew Susie (Like I Know Susie) "
- "San Francisco"
- "Jolly Good Fellows"
- "I'd Do It All Over Again"
- "Everybody's Singing"
- " Nelly Gray "